# Hotel do Muxito
O Hotel do Muxito, igualmente conhecido como Estância do Muxito, foi um empreendimento turístico situado junto à localidade de Cruz de Pau, parte da freguesia de Amora, no concelho do Seixal, em Portugal. Inaugurado em 1957, teve uma grande procura durante as Décadas de 1950 e 1960, mas entrou em profundo declínio nos anos 70, acabando por encerrar em 1973.

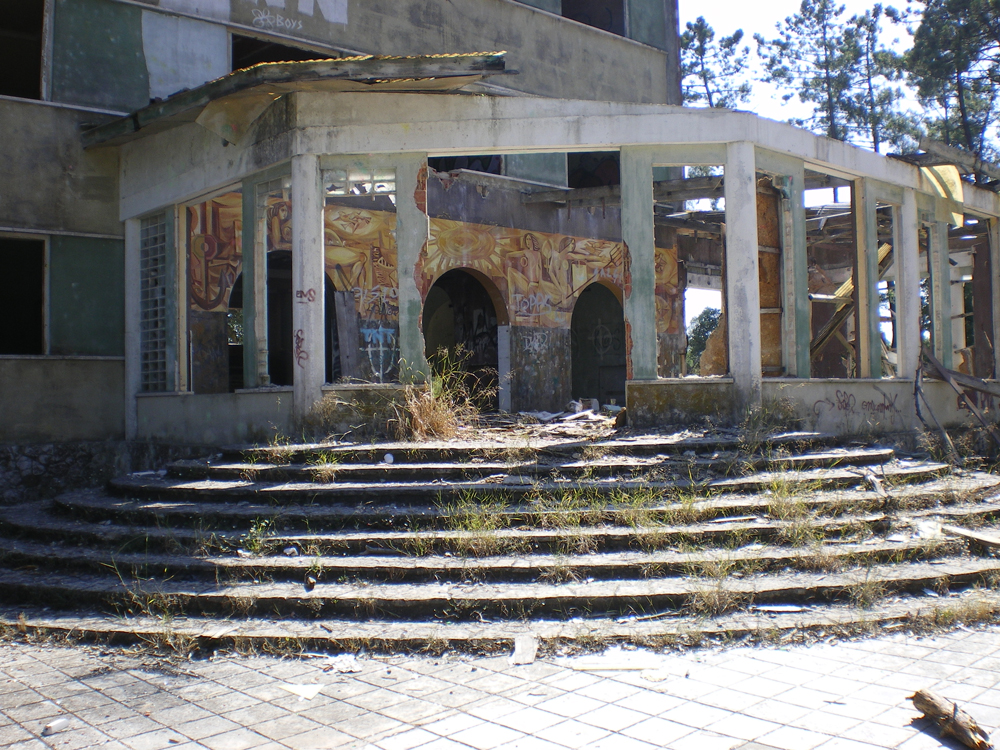
Antiga entrada do hotel, em 2007.

## Descrição
O empreendimento situa-se junto à povoação de Cruz de Pau, tendo acesso pela Estrada Nacional 10. Está localizado na zona de Vale de Gatos, motivo pelo qual o seu logotipo era um gato.[carece de fontes?]
Era constituído por um hotel, um apart-hotel, uma discoteca, campos de ténis, lagos artificiais, uma pequena praça de touros, um centro hípico, uma estação de serviço rodoviário e um posto de abastecimento, e um motel com treze vivendas. Também possuía dois restaurantes, um à entrada e outro no último no piso do hotel. Tinha igualmente uma piscina, que foi a primeira de dimensões olímpicas a ser construída em território nacional, com uma prancha de dez metros. O complexo contava também com uma zona arborizada com vários hectares, onde os hóspedes podiam circular em veículos motorizados, que eram disponibilizados pelo próprio hotel. Os edifícios destacaram-se pelo seu avançado estilo arquitectónico, com motivos inspirados nas construções das antigas colónias portuguesas.
O Hotel do Muxito foi de grande importância económica e social para a região, tendo-se afirmado como um dos simbolos da Amora e do Seixal.

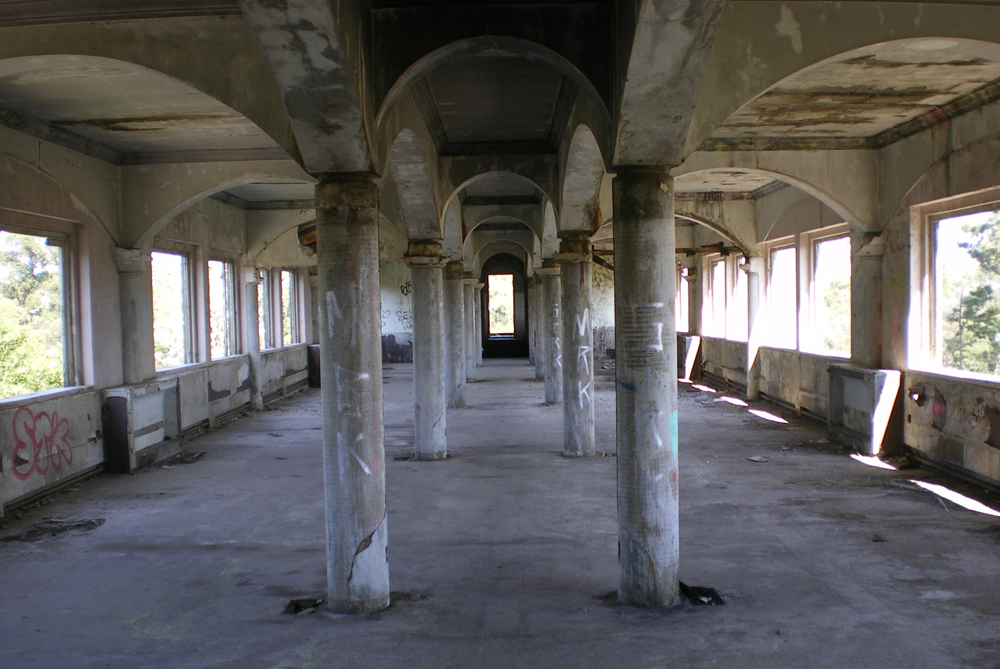
Interior do antigo hotel, em 2007.

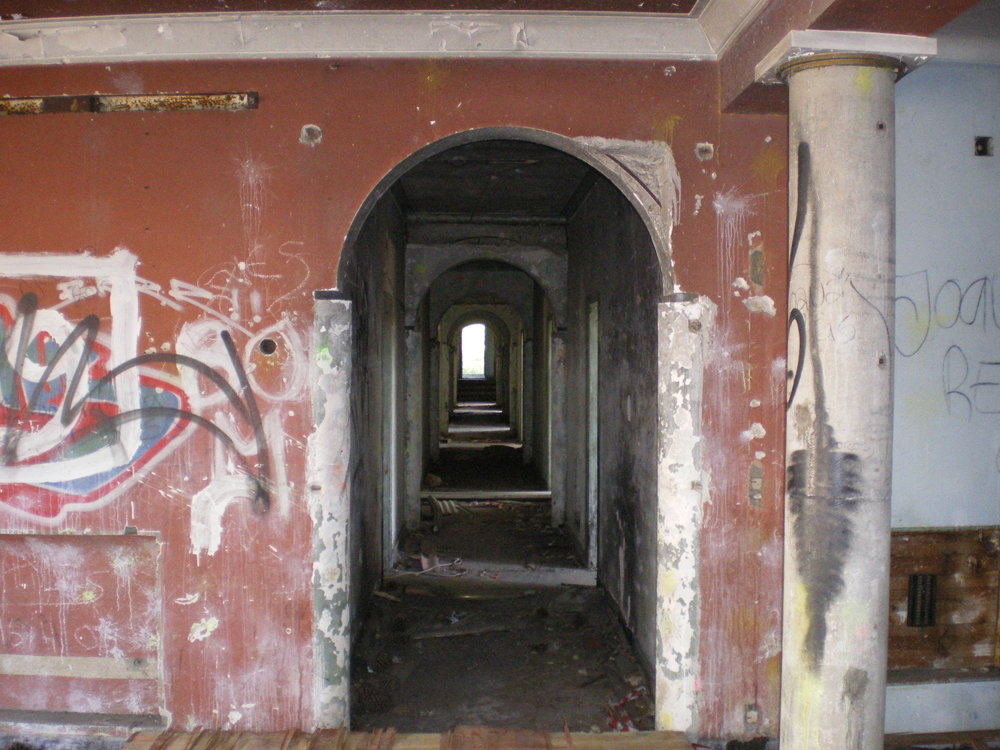
Corredor no antigo hotel, em 2007.

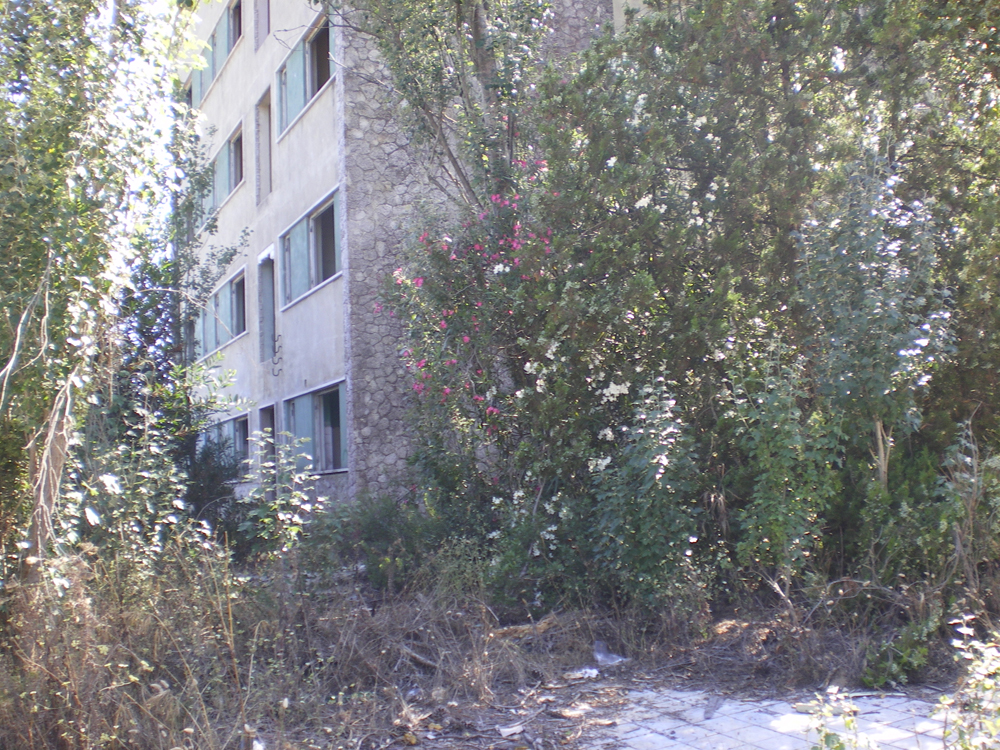
Exterior do hotel, em 2007.

## História
O hotel foi inaugurado em 1957, sendo nessa altura propriedade da empresa Lino & Zimbarra. Foi muito conhecido durante as décadas de 1950 e 1960, especialmente junto das classes mais abastadas, tanto a nível nacional como internacional. A sua popularidade também se deveu à sua situação privilegada, junto à Estrada Nacional 10, que ligava Lisboa ao Alentejo e Algarve. Era o local de eleição para alojar as equipas de futebol nacionais e internacionais que tinham jogos na margem Sul do Tejo, que também estagiavam no interior do complexo. Seguiu-se um período de expansão, incluindo a construção de um hotel com sessenta quartos e de outras estruturas. Os gestores do hotel também fizeram obras nas estradas até à Fonte da Telha, de forma a facilitar o acesso por parte dos hóspedes áquele destino balnear. No entanto, devido a problemas financeiros e ao falecimento de Zimbarra em 1973, a empresa proprietária entrou em falência, tendo o Muxito sido vendido em leilão a uma cadeia hoteleira dirigida por Gordana Bayloni, de origem jugoslava, mas que representava altos interesses a nível nacional. Os novos proprietários fizeram obras e chegaram a criar grandiosos planos para ampliar o complexo, com plano do arquitecto francês Jacques Couëlle (en), que incluía a construção de outro hotel, de mais vivendas e um centro comercial, que poderia ter sido o primeiro grande espaço deste género em Portugal. Porém, estes esforços não resultaram, tendo o hotel continuado em declínio. Um dos motivos para o decréscimo na procura poderá ter sido a inauguração da auto-estrada da Ponte sobre o Tejo, em 1966.
Em 7 de Março de 1975, o antigo complexo do Muxito foi ocupado pelos grupos de extrema esquerda Frente Socialista Popular e Liga de Unidade e Acção Revolucionária, e por comissões de trabalhadores, tendo esta ocupação sido parcialmente motivada pela associação do hotel com as classes mais elevadas. No local foi formada a Comuna Che Guevara, que deveria servir de apoio social às populações, funcionando como um mercado de venda directa entre os agricultores e os consumidores, cantina popular e infantário, enquanto que a piscina foi aberta ao público. Chegaram a ser planeadas outras obras sociais dentro da comuna, que contava com o apoio de diversas empresas locais, do Instituto Nacional para o Aproveitamento dos Tempos Livres e o Instituto da Família e Assistência Social. Porém, pouco tempo depois o complexo passou a ter uma função mais militar, tendo sido montado um campo de treino para os militantes, e chegando a ser palco de combates, situação que perdurou até ao golpe falhado de 25 de Novembro de 1975. Durante todo este período, o complexo continuou a ser utilizado como infantário até 1977. A Câmara Municipal do Seixal começou a construir um novo infantário para as crianças que tinham sido expulsas do Muxito, mas as obras foram destruídas por forças de direita. O restaurante à entrada do hotel do Muxito foi alugado diversas vezes desde então.
Devido à explosão populacional no concelho do Seixal desde a década de 1970, várias partes da antiga propriedade foram aproveitadas para outras funções, incluindo a construção de urbanizações e do Complexo Municipal de Atletismo Carla Sacramento, que foi inaugurado em 2001, no local dos antigos campos desportivos do hotel. Em 1999 faleceu Gordana Bayloni, e os seus herdeiros tornaram-se responsáveis pela empresa Lare-i-rá, proprietária do complexo hoteleiro. No entanto, a falta de verbas impossilitou a recuperação do Muxito, embora tenha sido planeada a rentabilização das moradias como meio de gerar receitas, que seriam depois aplicadas nas obras no resto do complexo. Assim, algumas das vivendas foram arrendadas nos princípios da década de 2000. Por outro lado, a autarquia do Seixal também se mostrou interessada na unidade hoteleira, embora estes planos foram dificultados devido a conflitos políticos e problemas com os fundos comunitários. Posteriormente, a antiga propriedade do Hotel do Muxito foi cortada parcialmente pela Autoestrada A2, que ocupou o antigo local dos campos de ténis. Os edifícios caíram em ruína, sendo ocasionalmente palco de jogos de paintball, e utilizadas por forças policiais como local de treino. Também foram utilizados como cenário para o filme de ficção científica português RPG, apresentado em 2013.